# Stratos (Masters of the Universe)
Stratos è un personaggio immaginario creato nel 1981 da Mattel per la linea di giocattoli dei Masters of the Universe (accorciato spesso in MOTU, in italiano "i dominatori dell'universo").

## Serie del 1983
Stratos è il leader degli uomini uccello, gli abitanti di Avion, un posto che si trova nelle montagne mistiche; aiuta spesso He-Man e gli altri eroici guerrieri nella lotta contro Skeletor. Nei mini-comics pubblicati assieme ai primi action figure e usciti prima della serie televisiva He-Man e i dominatori dell'universo del 1983, Stratos era sposato con una giovane donna umana chiamata Delora. Nella serie televisiva Delora però è diventata la sorella di Stratos, e quindi una "normale" donna-uccello. Questo cambiamento fu deciso dalla produzione ritenendo che il target giovanile a cui il cartone animato era destinato non avrebbe gradito del tutto una storia d'amore. Il personaggio di Stratos è molto presente nel corso degli episodi, ma a causa dell'introduzione di personaggi nuovi piano, piano passa a ruoli sempre più marginali, per scomparire quasi del tutto nelle ultime serie. Inizialmente Stratos era stato pensato come un personaggio negativo, cosa dimostrata dai primi materiali pubblicitari relativi ai giocattoli dei Masters.

## Serie del 2002
Le differenze sostanziali del personaggio di Stratos fra la serie del 1983 e quella del 2002 sono soprattutto fisiche. Infatti il "nuovo" Stratos è dotato di ali, non artificiali come quelle della serie originale, ma vere e proprie, facenti quindi parte dell'anatomia degli uomini uccello. Stratos è sempre il leader della gente di Avion, ma non c'è traccia alcuna di Delora. Il suo ruolo è stato rilevato da un nuovo personaggio chiamato Hawk. In realtà il personaggio di Hawk già era comparso nella prima serie, ma era fondamentalmente una traditrice di Avion. In questa nuova serie invece Hawk è fedele e devota a Stratos. Stratos è uno dei personaggi più anziani fra gli eroici guerrieri, ed in originale ha un accento scozzese. Durante la pre-produzione per il rilancio della serie, il personaggio di Stratos avrebbe dovuto essere di carnagione scura, caratteristica che è stata poi attribuita a Zodac.

## Serie del 2021-2022
Nel 2021 Stratos fa una breve apparizione nella serie a cartoni animati Revelation, seguito di quella classica del 1983, mentre ha un ruolo più preponderante a partire dalla seconda stagione (2022) della serie in CGI He-Man and the Masters of the Universe, reboot dell'originale. In questa nuova versione Stratos è ancora il Re del regno Avion (viene infatti chiamato Re Stratos), ma ha le fattezze di un ragazzo di colore (doppiato nella versione originale dall'attore afroamericano Zeno Robinson) e non possiede ali fisiche fatte di piume, ma delle ali virtuali che sembrano fatte di luce e che il personaggio può far comparire a piacimento quando ne ha bisogno. Anche il suo carattere è cambiato diventando un ragazzo pieno di sè e vanitoso che pian, piano però diventerà alleato del Principe Adam / He-Man e dei suoi amici. Anche il regno di Avion ha subìto alcune modifiche, diventando un regno fatto di rocce fluttuanti tra le nuvole.